# 市村龍太郎
市村 龍太郎（いちむら りゅうたろう、1976年5月29日 - ）は、日本のコンピュータゲームプロデューサー、実業家。株式会社ピンクル代表取締役社長。

## 略歴
日本大学法学部を卒業後、2000年にエニックスに入社。当時のドラクエ課（後年のスクウェア・エニックス 第9開発事業部）に配属。その後スクウェア・エニックスにてドラゴンクエストシリーズのプロデューサーを担当。スクウェア・エニックス 第6ビジネス・ディビジョンに所属。
『ドラゴンクエストVII エデンの戦士たち』のアシスタントプロデューサーを経て、PlayStation版『ドラゴンクエストIV 導かれし者たち』でプロデューサーデビュー。その後、ナンバリング作品の『ドラゴンクエストVIII 空と海と大地と呪われし姫君』と『ドラゴンクエストIX 星空の守り人』をプロデュースし成功を収めるが、こうした大きなチャンスはこれからの世代が体験すべきという考えに至り、ナンバリング作品の制作から外れる。これ以降は、ドラゴンクエストシリーズの新規ユーザーの開拓を目指し、ゲームだけでなく漫画やアニメを含めたメディアミックス展開などの構築に取り組む。
2023年3月31日、本人のTwitterアカウントにて、スクウェア・エニックスを退社したことを公表。同年5月29日、株式会社ピンクル設立と社長就任を発表した。

## 作品

### エニックス、スクウェア・エニックス時代

#### ゲーム
- ドラゴンクエストVII エデンの戦士たち（2000年）：アシスタントプロデューサー[6]
- ドラゴンクエストIV 導かれし者たち（PlayStation版、2001年）：プロデューサー[1]
- 剣神ドラゴンクエスト 甦りし伝説の剣（2003年）：プロデューサー[1]
- ドラゴンクエストVIII 空と海と大地と呪われし姫君（2004年）：プロデューサー[3]
- ドラゴンクエスト モンスターバトルロード（2007年）：プロデューサー[7]
- ドラゴンクエストソード 仮面の女王と鏡の塔（2007年）：プロデューサー[8]
- ドラゴンクエストIX 星空の守り人（2009年）：プロデューサー[3]
- ドラゴンクエスト モンスターバトルロードビクトリー（2010年）：プロデューサー[1]
- 超速変形ジャイロゼッター（2012年）：プロデューサー[3]
- 超速変形ジャイロゼッター アルバロスの翼（2013年）：プロデューサー[9]
- BLOODMASQUE（2013年）：プロデューサー[10]
- 無限∞ナイツ（2015年）：プロデューサー[11]
- ドラゴンクエストヒーローズ 闇竜と世界樹の城（2015年）：チーフプロデューサー[12]
- 星のドラゴンクエスト（2015年）：プロデューサー[3]
- ドラゴンクエスト モンスターバトルスキャナー（2016年）：プロデューサー[13]
- ドラゴンクエストVR（2018年）：ストーリー[14]
- ドラゴンクエスト ダイの大冒険 ゲームプロジェクト 総合プロデューサー[15]
  - ドラゴンクエスト ダイの大冒険 クロスブレイド（2020年）
  - ドラゴンクエスト ダイの大冒険 -魂の絆-（2021年）
  - インフィニティ ストラッシュ ドラゴンクエスト ダイの大冒険（2023年、退社前の時期まで担当[16]。）

#### その他
- ドラゴンクエスト30周年プロジェクト統括プロデューサー[3]
  - ドラゴンクエストライブスペクタクルツアー（2016年、舞台作品）[7]
  - リアル脱出ゲーム×ドラゴンクエスト「竜王迷宮からの脱出」（2016年、体感型イベント）[7]
  - ドラゴンクエストミュージアム（2016年、展示イベント）[7]
  - ドラゴンクエスト・ザ・リアル（2017年、ユニバーサル・スタジオ・ジャパンのアトラクション）[7]
- ドラゴンクエスト ユア・ストーリー（2019年、アニメ映画）：全体監修[17]
- ドラゴンクエスト ダイの大冒険（2020年、テレビアニメ）：エグゼクティブプロデューサー[3]